# Ferdinand Ledoux
Pour les articles homonymes, voir Ledoux.
Ferdinand Ledoux, né le 5 février 1881 à Château-Porcien (Ardennes) et mort le 19 février 1945 à Paris, est un homme politique français.

## Biographie
Agriculteur et entrepreneur de travaux publics, Ferdinand Ledoux s'engage en politique en 1919, devenant maire de Château-Porcien, un mandat qu'il conserve jusqu'en 1940. À partir de 1922 jusqu'en 1928 puis de nouveau entre 1930 et 1940, il est conseiller général du canton de Château-Porcien.
En 1930, Albert Meunier, par son élection au Sénat, laisse vacant le siège de député de la circonscription de Rethel. À la faveur d'une partielle, Ledoux emporte la place. Il siège alors à la Chambre sans discontinuité avec le groupe radical et radical-socialiste. Il est réélu en 1932, battant notamment le futur député des Ardennes Edmond Barrachin qui connaissait là son premier combat électoral. En dépit de ses distances vis-à-vis du Front populaire, il bénéficie du report des voix de gauche et conserve la députation de Rethel en 1936.
Le 10 juillet 1940, il vote les pleins pouvoirs au maréchal Pétain, puis se retire de la vie publique.

## Mandats
- Maire de Château-Porcien de 1919 à 1940
- Conseiller général du canton de Château-Porcien de 1922 à 1928 et de 1930 à 1940
- Député radical des Ardennes de 1930 à 1940 (XIVe, XVe et XVIe législatures)

## Sources
- Serge Berstein, Histoire du Parti radical, 2 vol., Paris, Presses de la FNSP, 1982,  (ISBN 2-7246-0437-7).
- « Ferdinand Ledoux », dans le Dictionnaire des parlementaires français (1889-1940), sous la direction de Jean Jolly, PUF, 1960 [détail de l’édition].